# Estação Alexanderplatz
Alexanderplatz era uma das estações terminais da linha U5 da U-Bahn de Berlim, na Alemanha.